# メイ (ケータイ小説家)
メイは、日本の女性ケータイ小説家。東京都在住。
当初は「魔法のiらんど」を拠点とし、小説を執筆していたが、「おりおん☆」にて主婦業・育児の傍ら、『Eternal Love』などを執筆した。『赤い糸』は、2008年12月にテレビドラマ化・映画化された。

## 作品一覧
- 赤い糸 （上/下）
- 赤い糸 destiny （上/下）
- 赤い糸 precious
- Eternal Love （上/中/下）

※赤い糸の続編である、「赤い糸mia's　story」が2009年夏発売とおりおん☆で発表されていたが、発売元のゴマブックスがその年倒産した影響で発売されていない。